# Ialysos
Ialysos är en ort i Grekland.   Den ligger i prefekturen Nomós Dodekanísou och regionen Sydegeiska öarna, i den sydöstra delen av landet, 400 km öster om huvudstaden Aten. Ialysos ligger 15 meter över havet och antalet invånare är 11 473.. Orten kallades före 1976 Trianta.
Terrängen runt Ialysos är platt österut, men åt sydväst är den kuperad. Havet är nära Ialysos norrut.  Närmaste större samhälle är Rhodos, 6,1 km nordost om Ialysos.